# Pieter Christoffel Wonder
Pieter Christoffel Wonder (Utrecht, 10 januari 1777 - Amsterdam, 12 juli 1852) was een Nederlands kunstschilder.

## Leven en werk
Pieter Christoffel Wonder volgde een korte schildersopleiding aan de academie van Düsseldorf. Verder was hij grotendeels autodidact als schilder en leerde het vak door het kopiëren van schilders als Van Dijck en Rubens. In 1807 was hij medeoprichter (samen met de schilder Jan Baptist Kobell) van het genootschap Kunstliefde in Utrecht, waarvan hij ook directeur werd. Van 1823 tot 1831 schilderde hij in Engeland, waar hij naam maakte als portretschilder en kopieerder van Rafael.
Werk van Wonder bevindt zich onder meer in het Amsterdamse Rijksmuseum, in het Utrechtse Centraal Museum, in het Kunstmuseum Den Haag, in Museum Boijmans Van Beuningen, in het Dordrechts Museum, in het Universiteitsmuseum (Utrecht) en in het Zeeuws maritiem muZEEum.

## Selectie van werken
- Portret van Constantia barones Lampsins (1807), Zeeuws maritiem muZEEum, Vlissingen
- De Tijd (1810), Rijksmuseum Amsterdam
- Portret van Jacob van Strij (1812), Dordrechts Museum
- Portret van Abraham van Strij (1812), Dordrechts Museum
- Portret van Martinus Schouman (1812), Dordrechts Museum
- Portret van Professor Jan Bleuland (1818-1819), Universiteitsmuseum Utrecht
- Portret van Philip Willem van Heusde
- Portret van Jan Otto van Beek (1816-1898)
- Jonge vrouw, die bloemen water geeft
- Familieportret de Bruyn de Neve
- Vrouw met schaal bij waterpomp
- Het trappenhuis van de Londense woning van de schilder (1828), Centraal Museum

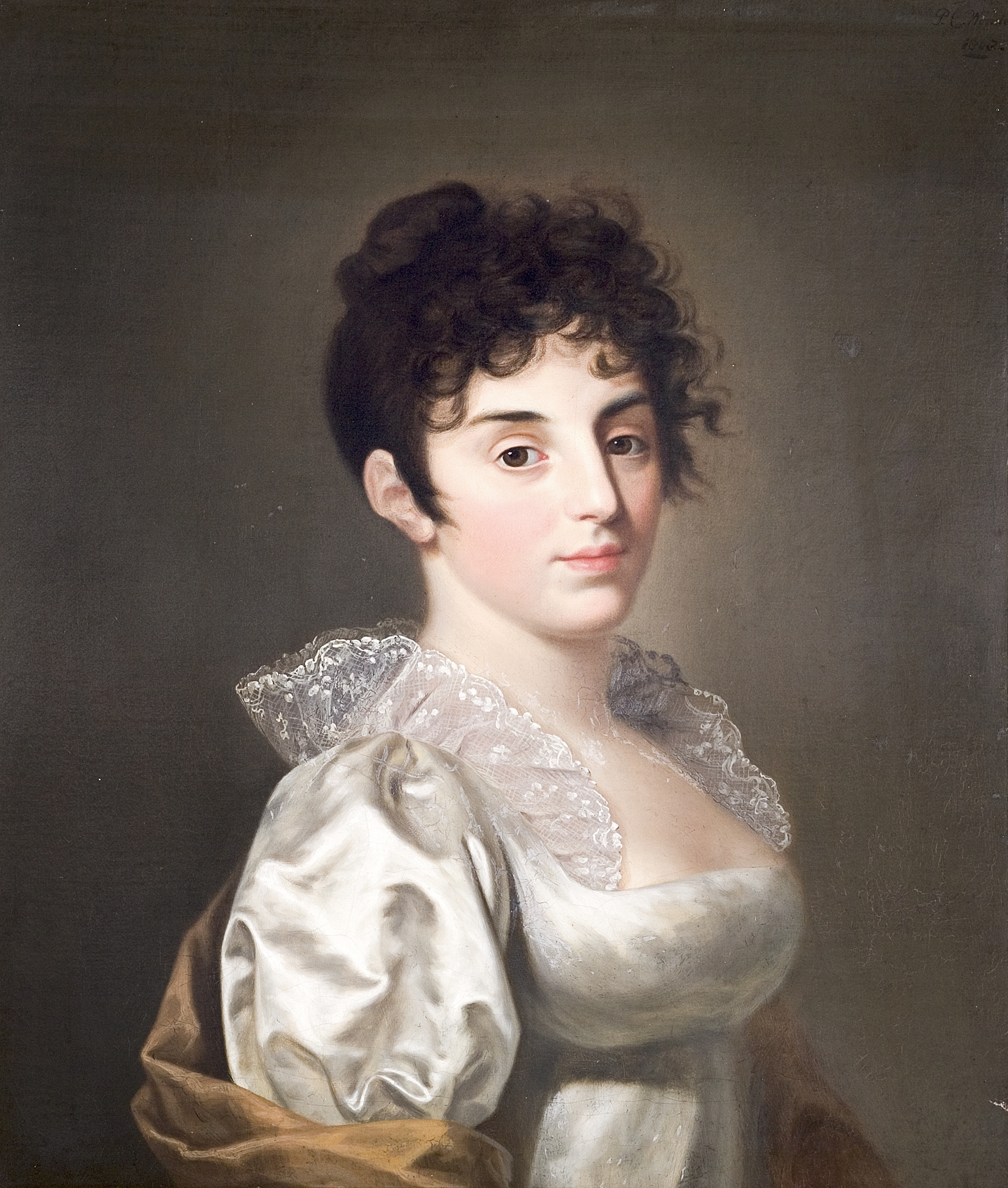
Portret van Constantia barones Lampsins (1807), Zeeuws maritiem muZEEum
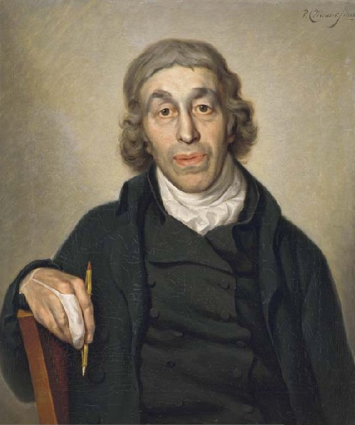
Portret van Jacob van Strij (1812), Dordrechts Museum
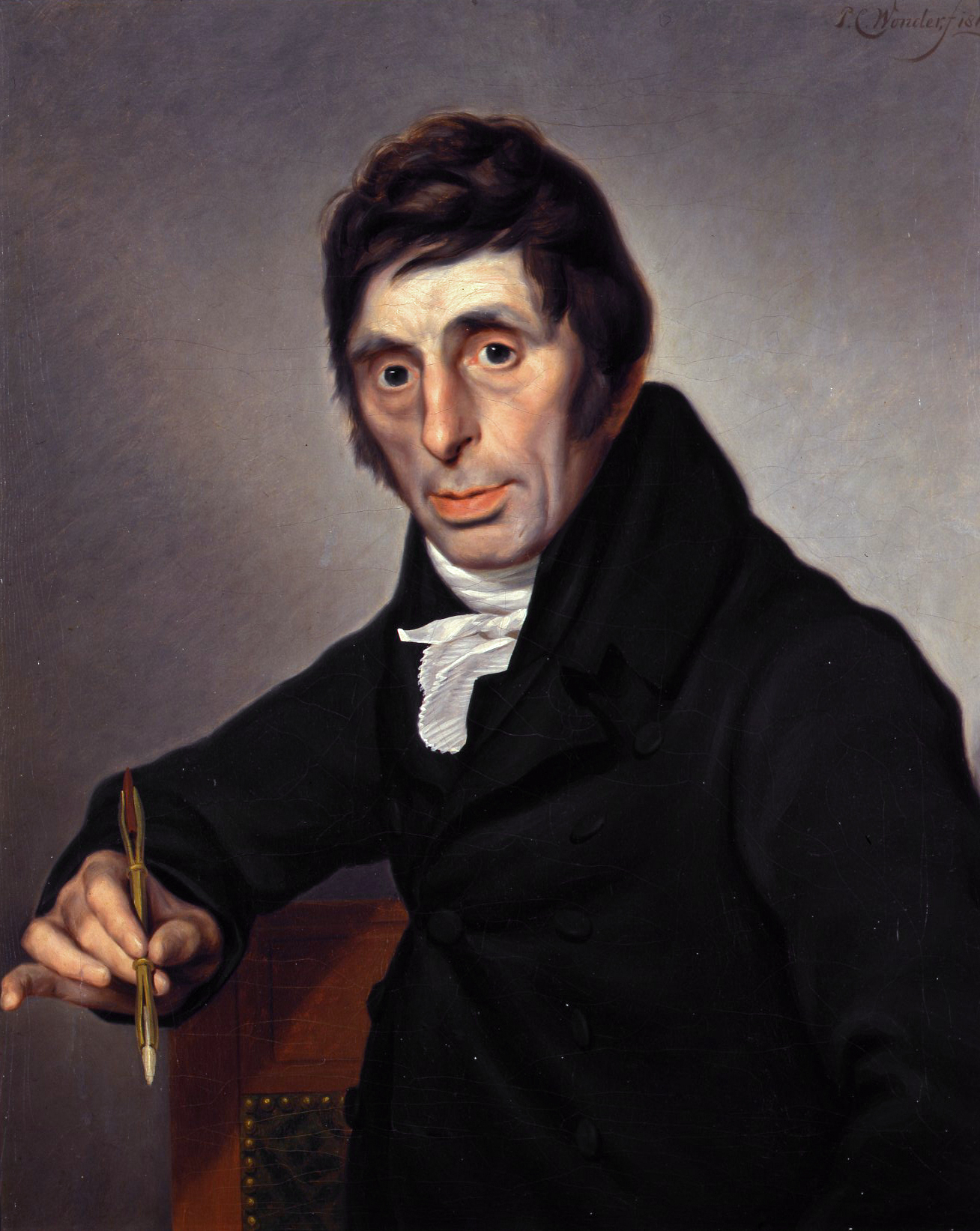
Portret van Abraham van Strij (1812), Dordrechts Museum
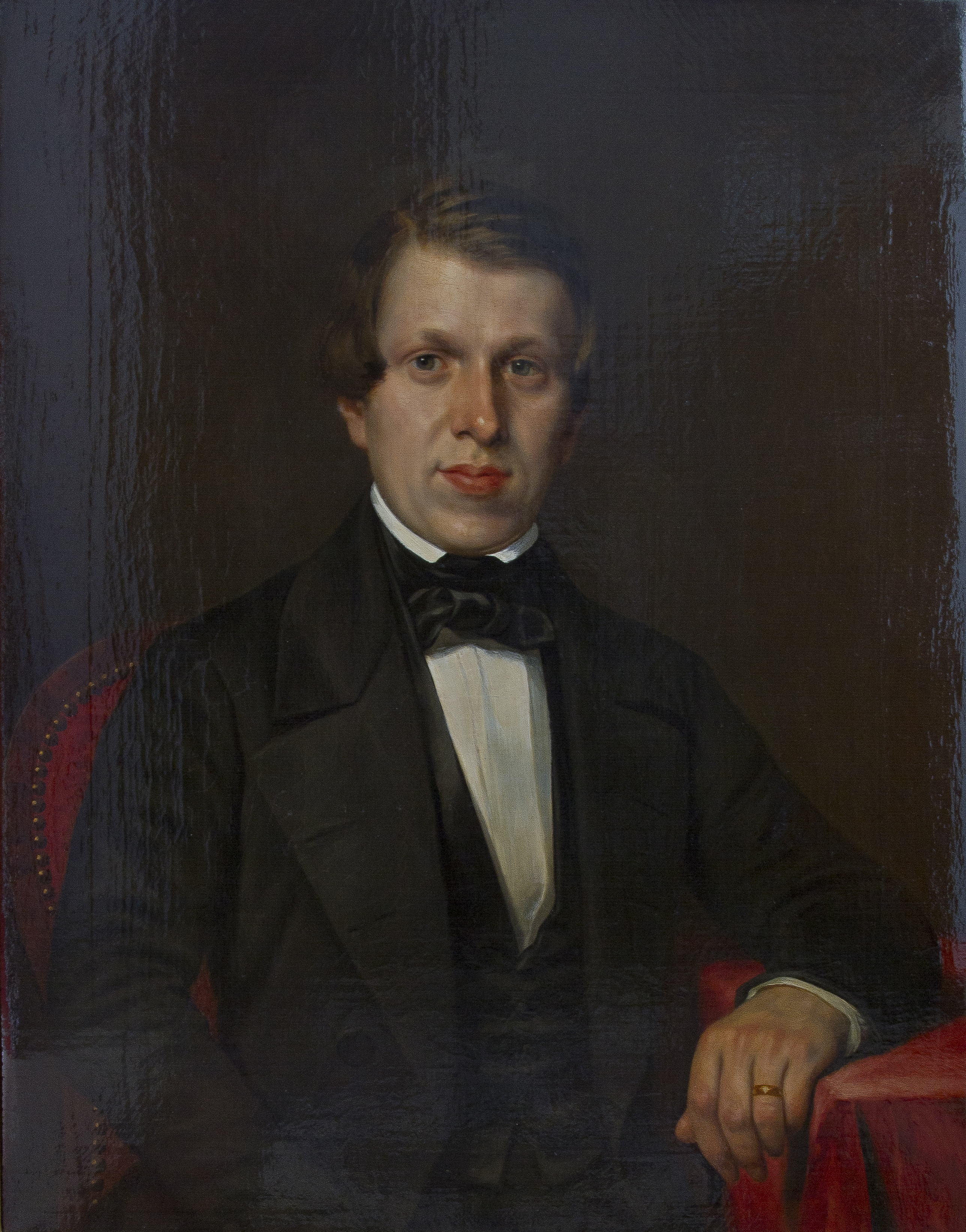
Portret van Jan Otto van Beek (1816-1898)
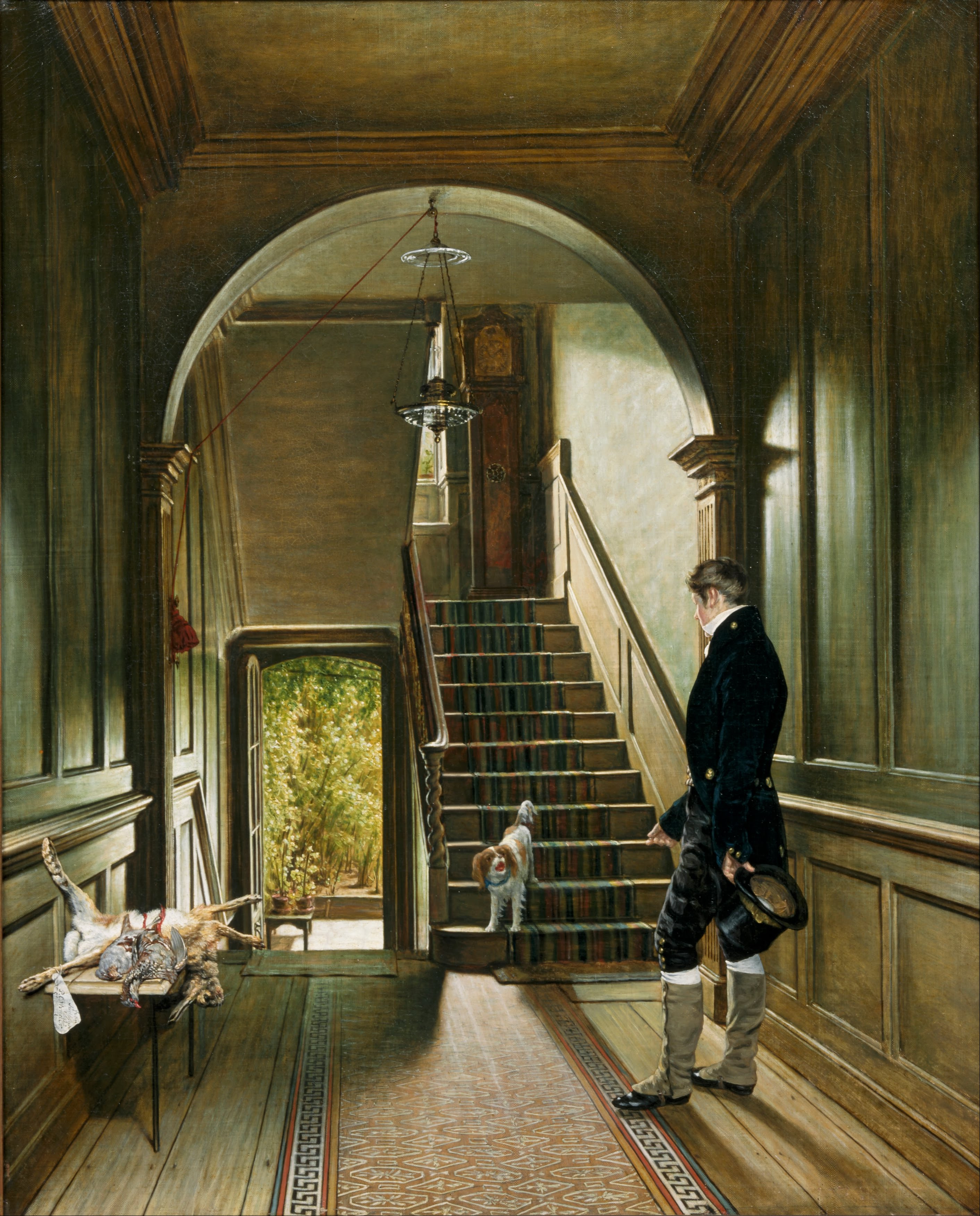
Trappenhuis van de Londense woning van de schilder (1828), Centraal Museum

- Biografisch Portaal: 05275962
- Digitale Bibliotheek voor de Nederlandse Letteren: wond003
- Gemeinsame Normdatei: 124418619
- International Standard Name Identifier: 0000 0000 6683 8691
- Library of Congress Control Number: no2016023873
- Nederlandse Thesaurus van Auteursnamen: 238996816
- RKD-Nederlands Instituut voor Kunstgeschiedenis: 85474
- SNAC: w65740vh
- Système universitaire de documentation: 190700947
- Union List of Artist Names: 500030221
- Virtual International Authority File: 67398749
- WorldCat: E39PBJqqtb6VfTXjXcwTMjwXBP